# L'Homme des jeux
L'Homme des jeux (The Player of Games) est un roman de science-fiction de Iain Banks. Cette œuvre publiée pour la première fois en 1988 (et en 1992 pour la traduction française) peut être considérée comme un space opera.
Ce roman constitue le deuxième tome du cycle de la Culture, une série d'intrigues imaginées par l'auteur. Il comporte quatre parties : Une plate-forme en Culture, Imperium, Machina ex machina et Impasse sur le pion.

## Résumé
Au sein de la Culture, certains jeux suscitent un grand intérêt. Il s'agit de jeux complexes, fondés sur le calcul et la stratégie, qui à bien des égards rappellent les échecs.
De tous les joueurs-de-jeux, Jernau Morat Gurgeh est sans conteste l'un des plus redoutables et des plus réputés. Non seulement il a remporté d'importantes victoires, mais il a aussi écrit sur la théorie des jeux. 
Un jour, Gurgeh se laisse persuader par le drone Mawrhin-Skel de tricher pour établir un nouveau record à un jeu. Mawrhin-Skel utilise ensuite cet écart de conduite pour faire du chantage contre Gurgeh. Pour donner au drone ce qu'il désire, Gurgeh doit s'adresser à Contact, service de la Culture spécialisé dans l'évaluation et l'infiltration de civilisations étrangères. Gurgeh se voit alors proposer un voyage – Contact lui offre l'occasion de visiter l'Empire d'Azad et de participer à son jeu sacré, lui aussi appelé Azad.

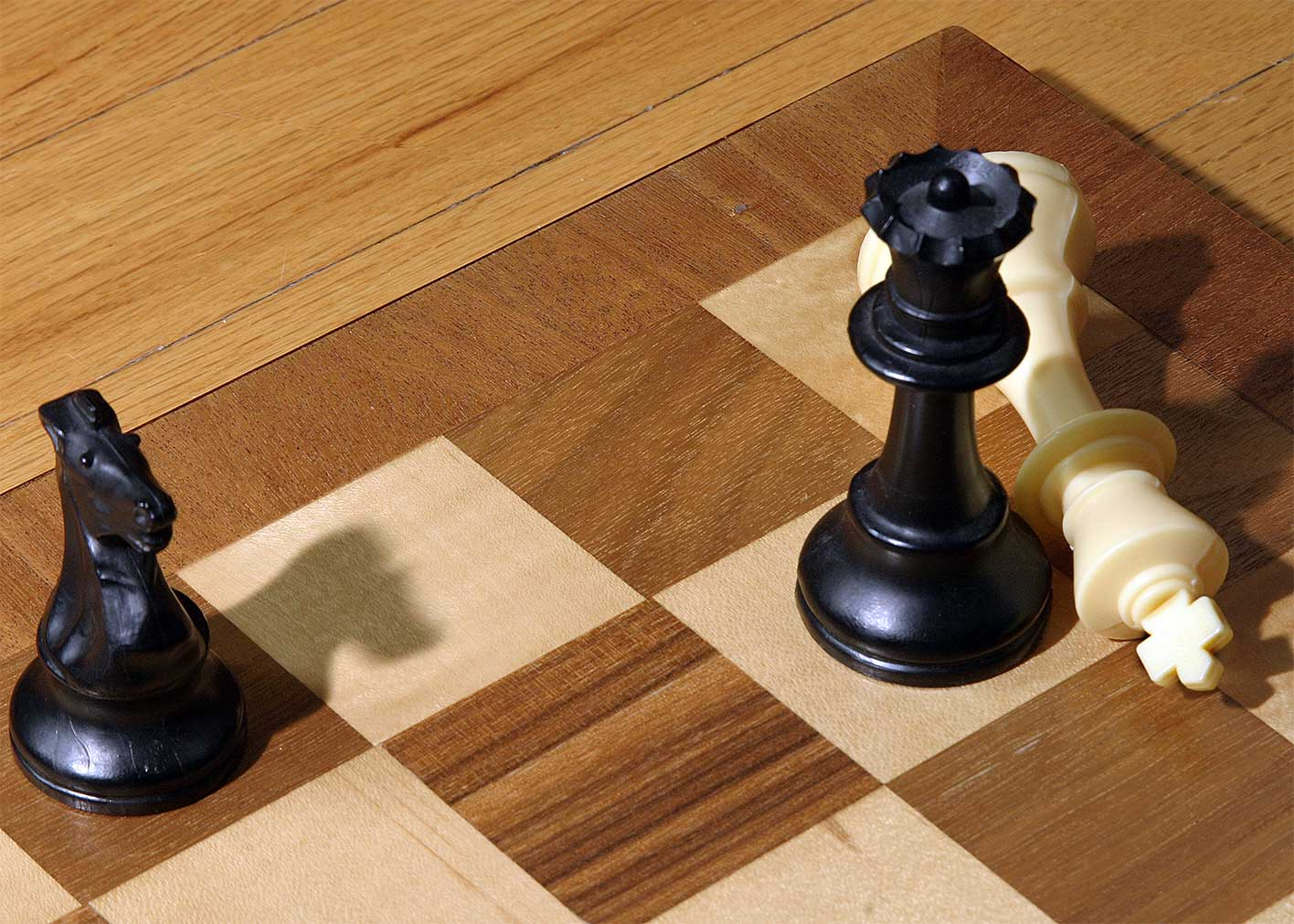
Les échecs s'apparentent à certains jeux décrits par l'auteur.

Gurgeh est d'abord très hésitant devant cette proposition. D'abord, c'est la première fois qu'il entend parler de l'Empire. D'après les informations de Contact, les Azadiens diffèrent grandement des citoyens de la Culture : leur société est individualiste, hiérarchisée et barbare, leur technologie est moins avancée et leur mode de reproduction implique la participation de trois genres distincts. Ensuite, la durée du voyage sera de cinq ans. Enfin, le jeu d'Azad semble infiniment complexe et exigeant...
Pour Gurgeh, le goût de la nouveauté l'emporte toutefois. Ainsi, le joueur-de-jeux choisit de tenter l'aventure.
Parmi les Azadiens, Gurgeh, seul représentant de son monde, se sent quelque peu méprisé. Néanmoins, il n'en fait que peu de cas, s'efforçant tout au plus de respecter les règles et les protocoles avec l'assistance d'un drone nommé Flère-Imsaho.
Au jeu d'Azad, Gurgeh fait belle figure. Confronté à des adversaires de plus en plus redoutables, mais déstabilisés par ce nouveau venu, il ne cesse de surprendre et de gagner. Bientôt, sa progression inquiète les plus hauts dirigeants de l'Empire, ceux qui doivent leur statut à leurs prouesses au Jeu.
Gurgeh se voit invité à cesser de jouer et sera la cible d'attentats. Envers et contre tous, il continue à s'adonner au Jeu et à mettre l'Empire dans l'embarras. Au terme de son parcours, un seul adversaire pourra sauver l'honneur : l'Empereur lui-même...
Pour les Azadiens, l'Empereur se veut toujours le meilleur joueur. D'ailleurs, Gurgeh sera impressionné par son style-de-jeu, et il se verra tout d'abord dominé. Peu à peu, il revient toutefois dans la partie à mesure qu'il saisit comment l'Empereur aborde le jeu : comme une lutte entre l'Empire et la Culture. Il s'adapte à cette réalité, jouant d'une façon plus audacieuse, plus efficace. 
Ce sont donc deux mondes, deux univers qui s'opposent. 

### Dénouement et révélations finales
Lorsque Gurgeh l'emporte, toute la structure de l'Empire s'écroule, car l'empereur, ne pouvant admettre la défaite de son système politique au Jeu d'Azad, emmène son élite dans sa chute.
Plus tard, Gurgeh découvrira que la Culture le manipulait.

## Personnages

### Au sein de la Culture...

#### Les humains
- Professeur Boruélal, connaissance de Gurgeh, elle lui présente une joueuse très talentueuse ;

- Sieur Dreltram, Gurgeh rencontre cet inconnu à bord d'un train et l'affronte au jeu de Possession ;

- Stemli Fors, étudiant du professeur Boruélal, Gurgeh et lui jouent une partie de Quatre-Couleurs que Gurgeh remporte ;

- Jernau Morat Gurgeh, personnage principal du roman. Bien que les jeux soient toute sa vie, sa passion ne fut pas toujours très vive. Ainsi, peu avant son départ pour l'Azad, Gurgeh en était à se remettre en question : il ne voyait plus l'intérêt de jouer. Néanmoins, tout change lorsqu'il découvre l'Azad, un jeu qui diffère de tout ce qu'il connaissait : de par sa complexité, c'est un défi des plus stimulants.

Une fois parmi les Azadiens, Gurgeh demeure fasciné, envoûté par ce jeu. Il souhaite ardemment gagner, et ce pour lui-même et non pour servir quelque cause : bien qu'il incarne à la fois une menace et une volonté politiques, ses motifs seront d'abord personnels.
S'il joue pour son propre intérêt, Gurgeh n'en est pas moins influencé par des facteurs extérieurs. Ainsi, il aborde l'Azad suivant la mentalité de la Culture, et son style-de-jeu se fera plus brutal lorsqu'il découvrira la cruauté des dirigeants azadiens ;
- Estray Hafflis, Gurgeh est invité à l'une de ses réceptions ;

- Olz Hap, joueuse de Frappe réputée, que Boruélal présente à Gurgeh. Gurgeh la vainc, mais au prix d'une tricherie ;

- Yay Méristinoux, amie et amante de Gurgeh, passionnée de paysagisme (la conception de paysages pour les Orbitales). Elle change de sexe pendant le voyage de Gurgeh ;

- Shohobohaum Za, officiellement ambassadeur de la Culture parmi les Azadiens. Za est un ivrogne et un bon vivant : ce qui l'intéresse le plus, c'est de s'amuser. C'est en faisant sa rencontre que Gurgeh connaîtra un peu mieux les Azadiens, avant, bien plus tard, de découvrir sa véritable identité de mercenaire de la Culture.

#### Les drones
Les drones sont de petits robots intelligents. Ils s'expriment par la parole et occupent des rôles bien précis. Ils se déplacent en flottant dans les airs (d'où leur nom) et ils sont entourés d'une aura dont la couleur reflète leur état d'âme. 
Dans L'Homme des jeux, le héros interagit avec les drones suivants :
- Chamlis Amalk-ney, âgé d'environ 4000 ans, c'est un ami de Gurgeh à qui il prodigue de nombreux conseils ;

- Flère-Imsaho, Contact le charge d'accompagner Gurgeh parmi les Azadiens.

Durant sa mission, Flère-Imsaho veille sur le joueur-de-jeux, s'assurant qu'il respecte les protocoles, le tenant informé, le conseillant et le protégeant de dangers physiques. En outre, il lui fait découvrir la vraie nature des Azadiens.
Sur le plan relationnel, Flère-Imsaho et Gurgeh s'entendent plus ou moins. À plusieurs reprises, Flère-Imsaho trouve Gurgeh insouciant. Quant au joueur-de-jeu, il considère le drone comme un casse-pieds ;
- Loash, agent de Contact, il visite Gurgeh alors que celui-ci ignore encore l'existence des Azadiens. Son objectif est de s'assurer de l'intérêt de Gurgeh pour l'éventuel voyage sans faire aucune mention de l'Empire ;

- Mawhrin-Skel, irascible et insolent. À l'origine, il a été conçu pour être un drone de Contact, mais jamais il ne put s'y joindre car il était d'une nature trop instable et belliqueuse.

Pour obtenir réparation, Mawhrin-Skel se servira de Gurgeh. D'abord, il l'incite à tricher contre Olz Hap. Ensuite, il le fait chanter : menaçant de ternir sa réputation, il lui demande d'user de son influence pour lui faire réintégrer Contact ;
- Worthil, drone de Contact. Dépêché auprès de Gurgeh, il lui apprend l'existence des Azadiens et lui propose de visiter l'Empire.

### Les Azadiens
Selon le genre auquel ils appartiennent, ces humanoïdes peuvent être soit mâles, soit femelles, soit apicaux. Lors de la reproduction, les mâles fécondent les apicaux. Puis, ceux-ci implantent leurs œufs fertilisés dans l'utérus des femelles. 
Sur le plan social, les apicaux représentent le sexe dominant. Ce sont eux qui occupent les postes les plus prestigieux. Quant aux mâles, ce sont généralement des soldats. Les femelles sont habituellement considérées comme des objets.
Différents Azadiens décrits par l'auteur:
- At-sen (femelle), Gurgeh la rencontre sur Eä, planète-mère de l'Empire lors de sa visite du Trou, sorte de ville souterraine, royaume de tous les vices ;

- Hamin Li Srilist (apical), mentor de l'Empereur. En gagnant à l'Azad, Gurgeh l'embarrasse. Ainsi, Hamin l'invitera à ne plus jouer, au besoin en tentant de l'acheter, puis en cherchant à l'assassiner ;

- Inclate (femelle), compagne d'At-sen ;

- Lin Goforiev Tounse (apical), prêtre. Il perd contre Gurgeh à l'Azad ;

- Lo Frag Traff (apical), avec le grade de colonel, il affronte Gurgeh à l'Azad et perd ;

- Lo Péquil Monénine senior (apical), officier de liaison auprès du Bureau des Affaires extra-impériales de l'Empire. Il accueille Gurgeh sur Eä et l'escorte lors de sorties publiques ;

- Lo Prinest Bermoiya (apical), juge à la Cour Suprême d'Eä. Adversaires à l'Azad, Gurgeh et lui font un pari: à l'issue de leur partie, le perdant sera châtré. Finalement, Gurgeh en sort vainqueur ;

- Lo Shav Olos (apical), il est près d'Hamin ;

- Lo tenyos Krowo (apical), chef des Services Secrets de la Marine de l'Empire, Gurgeh le bat à l'Azad ;

- Lo Wescekibold Ram (apical), directeur de la Commission Impériale des Monopoles. Au jeu d'Azad, il perd contre Gurgeh ;

- Nicosar 1er (apical), Empereur et ultime adversaire de Gurgeh. En constatant la victoire de ce dernier, il révèle une incroyable sauvagerie. D'abord, il ordonne un massacre. Puis, il tente de le tuer. Confronté à la chute d'Azad, il perd finalement la vie ;

- Trinev FilleDutley (femelle), joueuse d'Azad dont Gurgeh fait la connaissance en arrivant sur Eä. L'Azadienne l'implore alors de gagner. Plus tard, Gurgeh se la rappellera ;

- Yomonul Lu Rahsp (apical), avec le grade de maréchal. Lors d'une partie de chasse, il retourne son arme contre Gurgeh.

## Analyse

### La rencontre de deux mondes
L'Homme des jeux, c'est d'abord le choc de deux civilisations, soit la Culture d'un côté, et l'Azad de l'autre. Sur le plan politique et social, ces mondes sont aux antipodes : alors que la Culture est ouverte, évoluée et égalitaire, l'Azad est intolérant (sexiste), décadent et hiérarchisé. Dans ce contexte, la présence de Gurgeh parmi les Azadiens est loin d'être anecdotique. Plutôt, elle représente la rencontre de ces deux univers.
Tout au long du récit, le lecteur sera amené à faire sa propre réflexion, à forger sa propre opinion : si l'Azad et la Culture diffèrent, ils évoquent tous deux l'âme humaine. Ainsi, l'Azad se veut le reflet de ce que l'humain a de plus laid : cruauté, sadisme, violence. Quant à la Culture, sa philosophie semble séduisante. Toutefois, elle n'en demeure pas moins discutable. Ainsi, si elle prône les libertés individuelles, l'histoire de Gurgeh montre plutôt le contraire : le joueur-de-jeu a été trompé et utilisé par Contact. Vue sous cet angle, la Culture n'est plus l'utopie qu'elle semblait être.

### La thématique du jeu
De tous les jeux évoqués, aucun n'est décrit de façon détaillée. Plutôt, l'auteur explore le jeu en tant que concept, en tant que symbole. Pour ce faire, il s'introduit dans la pensée de ses personnages, de son héros. Dès lors, le jeu sert différentes fonctions.
Pour les citoyens de la Culture, il s'agit d'une forme d'art, d'un loisir des plus nobles. Pour les Azadiens, c'est essentiellement un moyen : moyen d'acquérir un statut, de structurer leur société. Pour le héros de l'histoire, c'est ce qui le définit, le fondement de son identité. 
Dans L'Homme des jeux, le jeu revêt un aspect paradoxal : s'il est source d'amusement, il est surtout pris au sérieux. En fait, ce n'est pas tant le jeu que la victoire qui compte : ceci est vrai autant pour Gurgeh que pour les Azadiens. 
Gagner est donc le but premier. Toutefois, tous n'accordent pas la même signification à la victoire. Ainsi, Gurgeh souhaite gagner parce qu'il cherche à se dépasser. Quant aux Azadiens, ils considèrent la victoire comme une occasion de gravir les échelons de leur société : alors que Gurgeh semble motivé de l'intérieur, les Azadiens semblent l'être de l'extérieur. Dès la deuxième partie de l'œuvre (et même avant), ce contraste apparaît en toile de fond.